# Cosmarium botrytis
Cosmarium botrytis  là một loài Song tinh tảo trong họ Desmidiaceae, thuộc chi Cosmarium.

## Phân loài
- C. botrytis var. botrytis
- C. botrytis var. gemmiferum
- C. botrytis var. subtumidum
- C. botrytis var. tumidum